# گریم لوید
گریم لوید (انگلیسی: Graeme Lloyd؛ زادهٔ ۹ آوریل ۱۹۶۷) بازیکن بیس‌بال اهل استرالیا است.
از باشگاه‌هایی که در آن بازی کرده‌است می‌توان به نیویورک یانکیز اشاره کرد.
وی در مسابقات کشوری و بین‌المللی در مجموع برندهٔ ۱ مدال نقره شده‌است.